# Carol Riddell
Carol S. Riddell es una socióloga feminista y socialista británica y lesbiana transgénero que participó activamente en el movimiento de liberación de la mujer del Reino Unido en la década de 1970. Es conocida por ser autora de Divided Sisterhood, la primera crítica feminista del libro de Janice Raymond The Transexual Empire (El imperio transsexual).

## Carrera
Riddell fue un profesora radical de sociología en la Universidad de Lancaster y enseñó estudios de la mujer en los Estados Unidos. Fue coautora de un libro de texto de sociología que tuvo una gran aceptación junto con Margaret Coulson. Riddell participó activamente en el Movimiento de Liberación de la Mujer en la década de 1970 y fue miembro del Grupo Marxista Internacional. También fue miembro del Grupo de Mujeres Socialistas de Lancaster y estuvo involucrada en el Centro de Mujeres de Lancaster Primrose Street. Presentó ponencias en congresos de liberación femenina y feminismo socialista, colaboró con Spare Rib y Merseyside Women's Paper y tocó el teclado en la Northern Women's Liberation Rock Band.
En 1972, Riddell presentó el trabajo "Travestismo y la tiranía del género", que caracterizaba la binariedad de género como una característica opresiva del capitalismo, en la Conferencia Nacional sobre Desviación; su trabajo influyó en Richard Ekins y David King, investigadores destacados del fenómeno transgénero en las décadas de 1980 y 1990. En el documento, Riddell hizo un llamado a los travestis y transexuales a unirse "con otras minorías perseguidas sexualmente, en particular los homosexuales, en confrontación con la policía, la profesión jurídica, los psiquiatras, la familia nuclear capitalista, los roles de género capitalistas, las actitudes capitalistas y, fundamentalmente, el propio sistema capitalista".
En 1980, The Women's Press publicó una edición británica del libro /00de Janice Raymond, The Transsexual Empire, que se publicó por primera vez en los Estados Unidos y retrataba a las feministas trans como intrusas en el movimiento de mujeres. El Merseyside Women's Paper le pidió a Riddell que reseñara el libro, introduciendo la reseña sugiriendo que había un "odio evidente hacia las feministas lesbianas transexuales" en él y señalando que daba "casi ningún espacio" a las voces trans.
Ese mismo año, publicó un texto transfeminista temprano y la primera crítica feminista del libro: A Divided Sisterhood: A Critical Review of Janice Raymond's The Transsexual Empire, como panfleto con la librería radical de Liverpool News from Nowhere. La respuesta amplió su trabajo anterior y caracterizó el libro como un apoyo a "los métodos del patriarcado" y "peligroso para los transexuales porque no nos trata como seres humanos en absoluto, sino simplemente como herramientas de una teoría". En él, criticó la caracterización de las clínicas de identidad de género como un "imperio", sugiriendo que eran vistas con sospecha por el patriarcado médico y obligaban a las personas transexuales a pasar por un entrenamiento de conformidad de género.
En 1978, Riddell se retiró de la vida académica para dedicarse al movimiento New Age así como al feminismo radical, y en ese momento tenía la intención de realizar un estudio sobre la Fundación Findhorn . En 1983 se unió a la fundación y en 1991 publicó el libro The Findhorn Community: Creating a Human Identity for the 21st Century con la editorial Findhorn. En la década de 1990 trabajó para Highland Renewal, una organización benéfica que restauró ecosistemas naturales en Ross of Mull.